# Cortiçô da Serra
Cortiçô da Serra é uma povoação portuguesa do Município de Celorico da Beira que foi sede da extinta Freguesia de Cortiçô da Serra, freguesia que tinha 4,79 km² de área e 171 habitantes (2011), e, por isso, uma densidade populacional de 36 hab/km².
A Freguesia de Cortiçô da Serra foi extinta em 2013, no âmbito de uma reforma administrativa nacional, tendo sido agregada às freguesias de Vide Entre Vinhas e Salgueirais, para formar uma nova freguesia denominada União das Freguesias de Cortiçô da Serra, Vide Entre Vinhas e Salgueirais da qual é a sede.
O orago é Nossa Senhora da Conceição.

## População
| Totais e grupos etários | Totais e grupos etários | Totais e grupos etários | Totais e grupos etários | Totais e grupos etários | Totais e grupos etários | Totais e grupos etários | Totais e grupos etários | Totais e grupos etários | Totais e grupos etários | Totais e grupos etários | Totais e grupos etários | Totais e grupos etários | Totais e grupos etários | Totais e grupos etários | Totais e grupos etários |
| ----------------------- | ----------------------- | ----------------------- | ----------------------- | ----------------------- | ----------------------- | ----------------------- | ----------------------- | ----------------------- | ----------------------- | ----------------------- | ----------------------- | ----------------------- | ----------------------- | ----------------------- | ----------------------- |
|                         | 1864                    | 1878                    | 1890                    | 1900                    | 1911                    | 1920                    | 1930                    | 1940                    | 1950                    | 1960                    | 1970                    | 1981                    | 1991                    | 2001                    | 2011                    |
|                         | 470                     | 563                     | 567                     | 564                     | 533                     | 548                     | 520                     | 577                     | 582                     | 531                     | 473                     | 318                     | 255                     | 229                     | 171                     |
| i)                      |                         |                         |                         |                         |                         |                         |                         |                         |                         |                         |                         |                         |                         | 37                      | 14                      |
| ii)                     |                         |                         |                         |                         |                         |                         |                         |                         |                         |                         |                         |                         |                         | 32                      | 16                      |
| iii)                    |                         |                         |                         |                         |                         |                         |                         |                         |                         |                         |                         |                         |                         | 97                      | 78                      |
| iv)                     |                         |                         |                         |                         |                         |                         |                         |                         |                         |                         |                         |                         |                         | 63                      | 63                      |

```
i)
 0 aos 14 anos;
 ii)
 15 aos 24 anos; 
iii)
 25 aos 64 anos; 
iv)
 65 e mais anos	
```

## História
Constituída por três aglomerados populacionais, Cortiçô da Serra, Porteira e Mourela, a freguesia de Cortiçô da Serra é a mais pequena do concelho. Pertencente na antiguidade à Ordem de Malta, teve outras designações (Cortiçô e Vila Nova de Jesua), tendo tido foral particular dado por Martim Pires.
Foi uma freguesia pertencente à comarca de Linhares, constituindo um lugar só. Mourela e Porteira, juntas, faziam uma freguesia, mas pertencente a Celorico. Com a extinção da comarca de Linhares, Cortiçô agregou a si os lugares de Mourela e Porteira, constituindo na actualidade os lugares pertencentes à freguesia.
Servida pela EN 17 que liga Celorico da Beira a Coimbra, dista 8 km da sede do concelho, confrontando com as freguesias de Salgueirais, Vide-Entre-Vinhas, Mesquitela, Vila Boa do Mondego e Casas de Soeiro, com as quais faz ligação através das estradas Municipais n.ºs 553 e 554.
Cortiçô da Serra foi, sem dúvida, a localidade do concelho que mais dinâmica e dividendos perdeu com a abertura da A25 – que faz ligação de Vilar Formoso a Aveiro.
De facto, a passagem e paragem de visitas, pela povoação em direcção a Vilar Formoso ou a Coimbra e ao Litoral, antes da abertura daquele itinerário, animava o povoado e dinamizava o seu comércio. Hoje porém, a realidade é bem diferente e o lugar de Cortiçô, padece das privações do progresso.
Terra de gentes hospitaleiras, amigas de bem receber, aqueles que a visitam ou os que em peregrinação por ela passam, rumo ao Santuário de Fátima, tem na sua cultura, ainda bem vivo um conjunto de tradições que vão desde o cantar das janeiras, aos mais variados jogos tradicionais.
A base económica de Cortiçô da Serra é sem dúvida o sector primário, assentando as principais actividades, na criação de pequenos ruminantes, no fabrico artesanal do queijo, e na produção de azeite.
Alguns dos habitantes de Cortiçô da Serra encontram trabalho na sede do concelho devido à sua proximidade e aos seus óptimos acessos. A construção civil é uma das actividades com bastante relevo ao nível do emprego da localidade.
O visitante da povoação, facilmente comparte a hospitalidade dos residentes, saboreando também os seus manjares característicos como o queijo, os enchidos tradicionais e o vinho, acompanhados de uma pura amizade e simpatia.

## Património
- Igreja de Nossa Senhora da Conceição;
- Capela de São Sebastião;
- Capela do Divino Espírito Santo;
- Capela de Santo António.

## Locais a visitar
- Cruzeiro;
- Penedo Gordo;
- Cabeço do Martim Moreira;
- Penedo da Bota;
- Fonte dos Namorados.